# Johann Georg Jacobi
Johann Georg Jacobi (2. září 1740 Pempelfort u Düsseldorfu – 4. ledna 1814 Freiburg im Breisgau) byl německý básník. Jeho mladším bratrem byl filozof Friedrich Heinrich Jacobi.

## Život a dílo
Johann Georg studoval teologii v Göttingenu a právo v Helmstedtu. Roku 1766 se stal profesorem filozofie v Halle a roku 1784 ho císař Josef II. jmenoval profesorem literatury na univerzitě ve Freiburku jako prvního protestanta v této roli. Roku 1791 se Jacobi stal prvním protestantským rektorem této univerzity a tuto funkci vykonával pak ještě roku 1803.
Jacobiho poezie byla inspirována starořeckým lyrikem Anakreónem. Johann Georg Jacobi je autorem četných básní a divadelních her. Jeho básně byly zhudebněny mimo jiné Schubertem, Haydnem a Mendelssohnem.

## Galerie

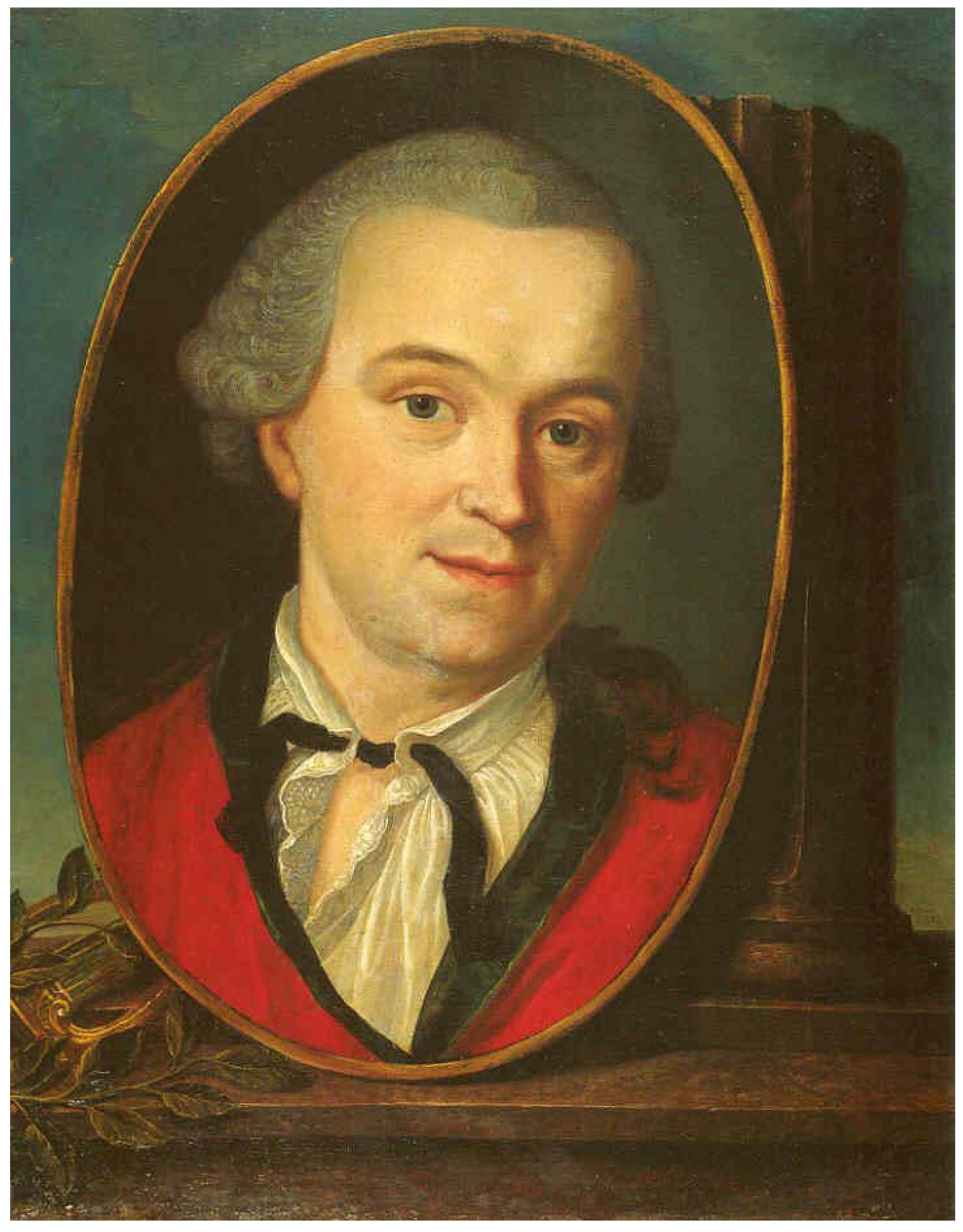
Johann Georg Jacobi (1)
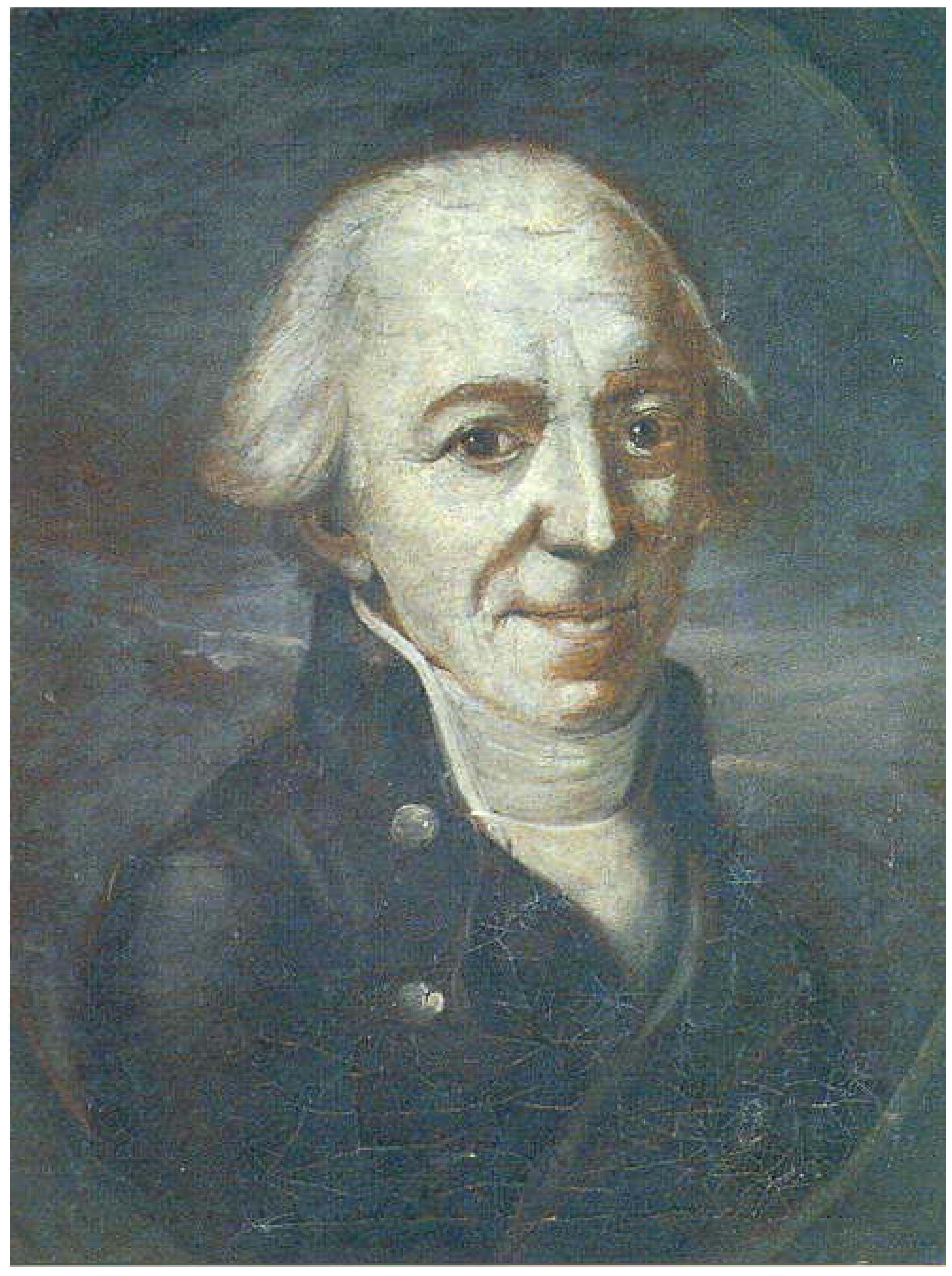
Johann Georg Jacobi (2)
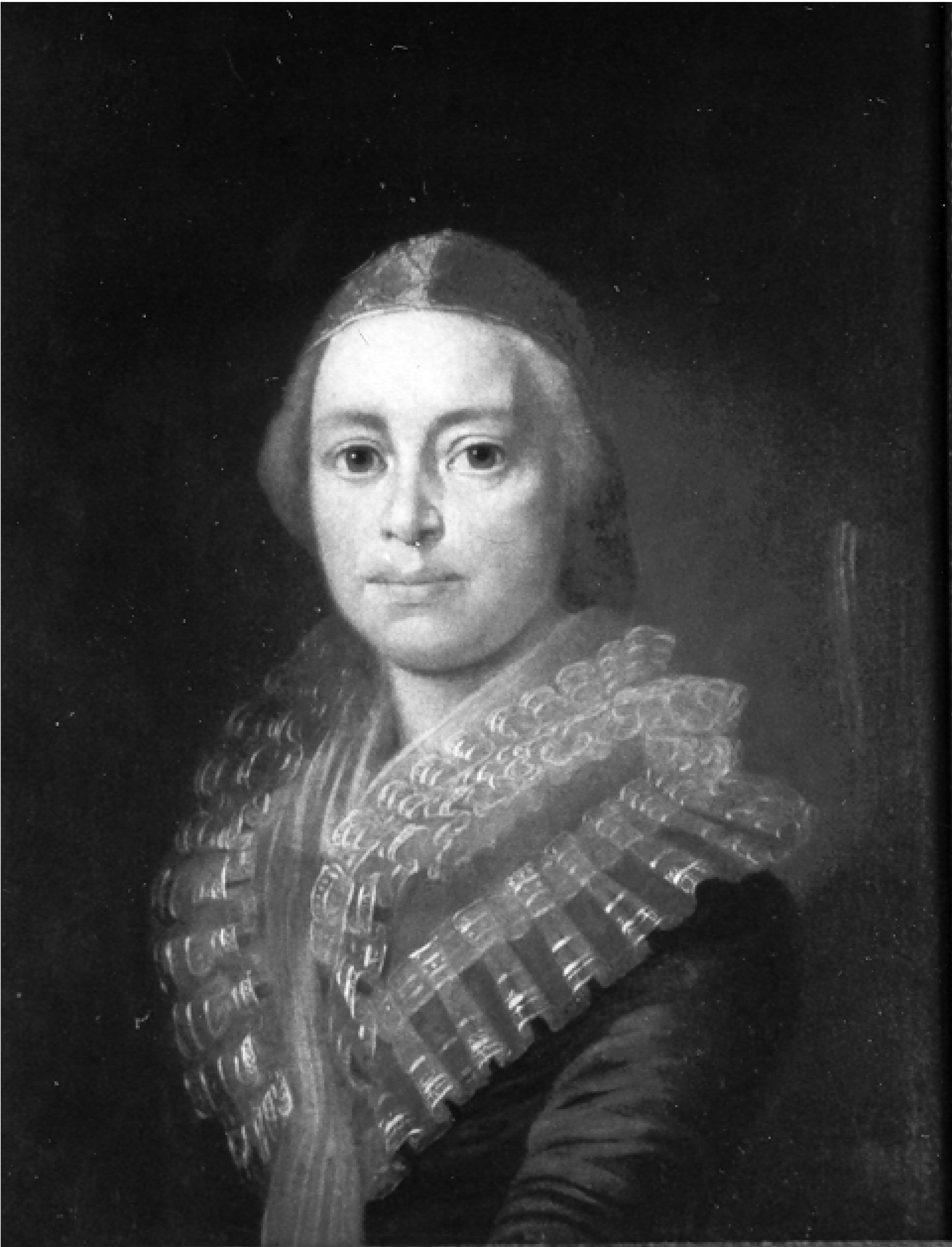
Maria Ursula Jacobi, manželka
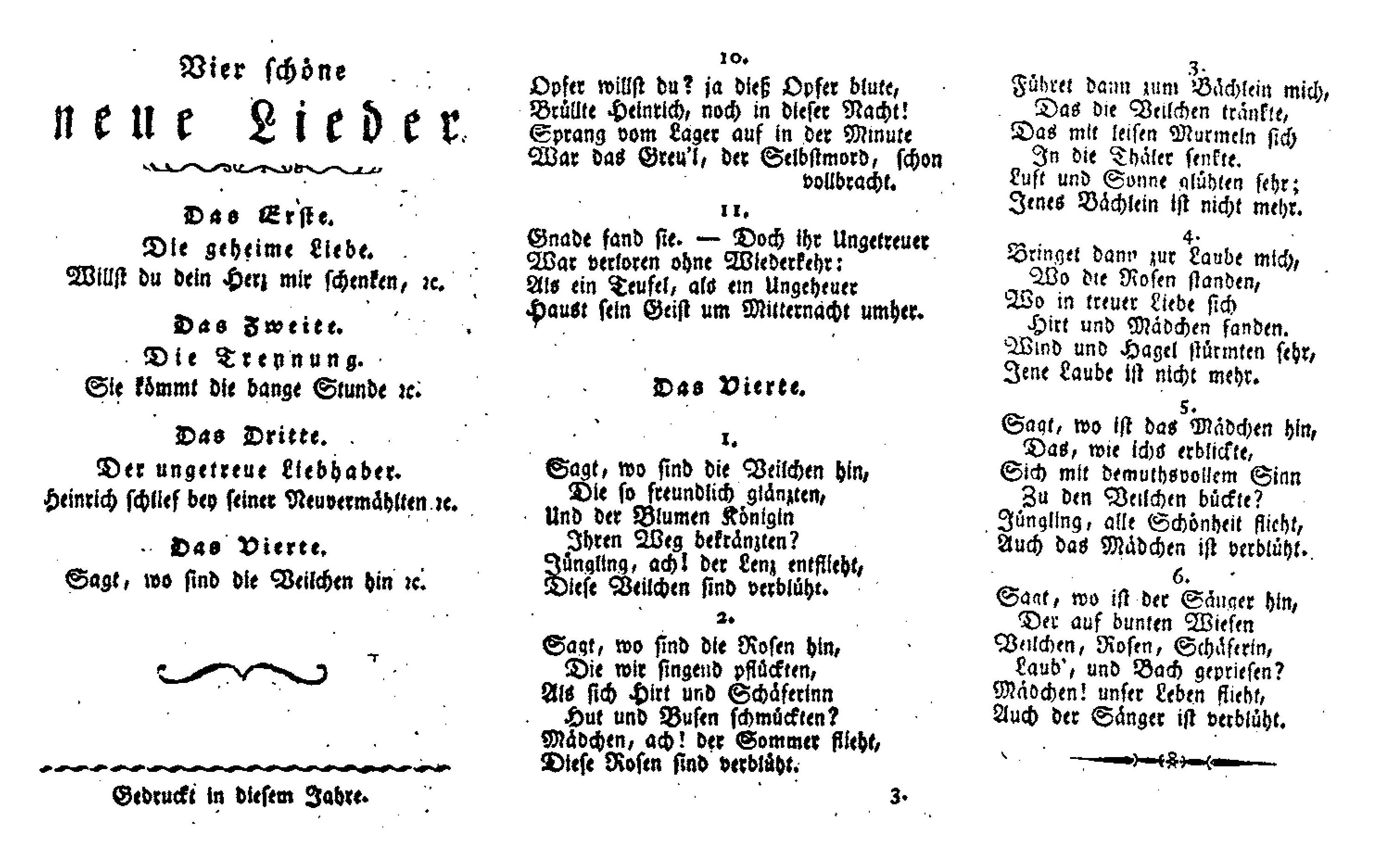
Dílo 'Vier schöne neue Lieder'
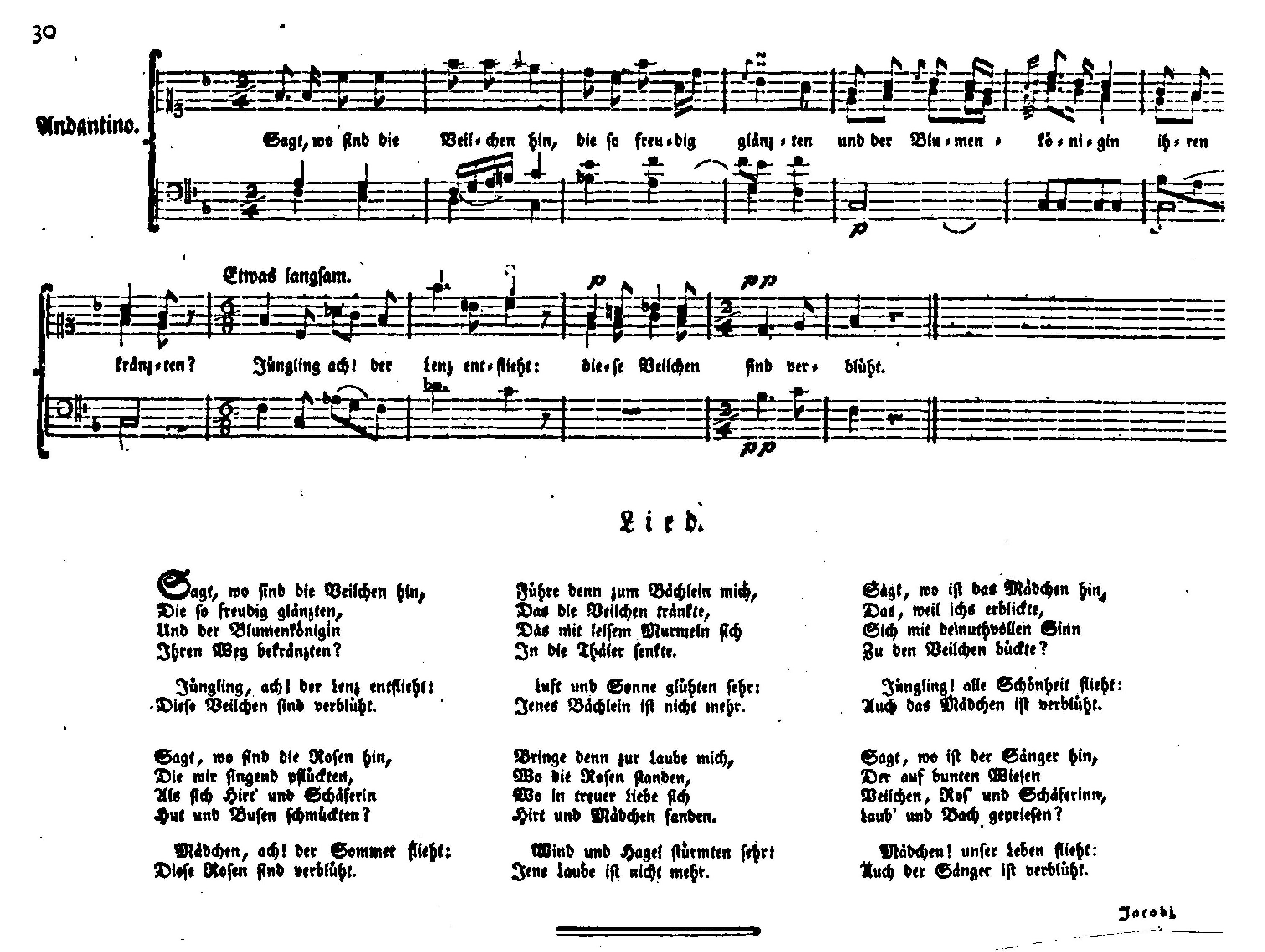
Dílo 'Sagt, wo sind die Veilchen hin, Die so freudig glänzten'